# 阿貝爾·貢巴
阿貝爾·貢巴（英語：Abel Nguéndé Goumba，1926年9月18日－2009年5月11日）是中非共和國的政治人物。在1950年代後期中非仍然未脫離法國政府獨立之前，他努力於令中非共和國邁向獨立。他在1981年、1993年、1999年和2005年曾經4次參選中非共和國總統，但是都並沒有成功當選。貢巴也加入了執政的進步愛國陣線，並在弗朗索瓦·博齊澤擔任總統期間分別於2003年3月至2003年12月和2003年12月至2005年3月期間擔任總理以及副總統。在卸任之後，他也被任命為專職的申訴專員。

## 外部連結
- Offizieller Lebenslauf für die Präsidentschaftswahlen 2005 （页面存档备份，存于） (französisch)
- IRIN NEWS: CENTRAL AFRICAN REPUBLIC: Bozize sacks his deputy （页面存档备份，存于） (zur Entlassung Goumbas, 16. März 2005) (englisch)